# Capnocheirides
Capnocheirides är ett släkte av svampar. Capnocheirides ingår i ordningen Capnodiales, klassen Dothideomycetes, divisionen sporsäcksvampar och riket svampar.
|                | Antennulariellaceae                          |
|                |                                              |
|                | Asterinaceae                                 |
|                |                                              |
|                | Capnodiaceae                                 |
|                |                                              |
|                | Davidiellaceae                               |
|                |                                              |
|                | Euantennariaceae                             |
|                |                                              |
|                | Metacapnodiaceae                             |
|                |                                              |
|                | Micropeltidaceae                             |
|                |                                              |
|                | Mycosphaerellaceae                           |
|                |                                              |
|                | Piedraiaceae                                 |
|                |                                              |
|                | Schizothyriaceae                             |
|                |                                              |
|                | Teratosphaeriaceae                           |
|                |                                              |
|                | Scirrhia                                     |
|                |                                              |
|                | Baudoinia                                    |
|                |                                              |
|                | Friedmanniomyces                             |
|                |                                              |
|                | Phaeotheca                                   |
|                |                                              |
|                | Hyphospora                                   |
|                |                                              |
|                | Micropustulomyces                            |
|                |                                              |
|                | Cystocoleus                                  |
|                |                                              |
|                | Heptaster                                    |
|                |                                              |
|                | Limaciniopsis                                |
|                |                                              |
|                | Capnobotryella                               |
|                |                                              |
| Capnocheirides | \| \| Capnocheirides rhododendri \| \| \| \| |
|                | \| \| Capnocheirides rhododendri \| \| \| \| |
|                | Pseudotaeniolina                             |
|                |                                              |
|                | Xenomeris                                    |
|                |                                              |
|                | Monographos                                  |
|                |                                              |
|                | Comminutispora                               |
|                |                                              |
|                | Toxicocladosporium                           |
|                |                                              |
|                | Rachicladosporium                            |
|                |                                              |
|                | Verrucocladosporium                          |
|                |                                              |
|                | Pseudovirgaria                               |
|                |                                              |
|                | Recurvomyces                                 |
|                |                                              |
|                | Elasticomyces                                |
|                |                                              |
|                | Sporidesmajora                               |
|                |                                              |
|                | Hispidoconidioma                             |
|                |                                              |
|                | Capnocheirides rhododendri                   |
|                |                                              |

|  | Capnocheirides rhododendri |
|  |                            |